# 互聯網列印協定
互聯網列印協定（英語：Internet Printing Protocol，缩写IPP）是一個用于通过互聯網列印文件的標準網絡協定，它容許用戶可以透過互聯網远程列印及管理列印工作等工作。用戶可以透過相關界面來控制列印品所使用的紙張種類、解像度等各種參數。
與其他基於互聯網的協定一樣，IPP可以用於內聯網及互聯網等基於IP協定的網路上。不過，與一般IP協定不同的是：IPP亦同時支援安全連結。所以，用戶可以透過網絡進行存取控制、認證及加密，使列印過程更安全。
IPP协议因基於HTTP協定1.1版本而備受批評：一方面，這使協定的制定更複雜和擁腫，比過往在Unix上的lp協定麻煩得多。而且，IPP需要有HTTP伺服器輔助。這在Microsoft Windows系列上的問題更大，因為現時有不少病毒都是利用IIS的各種漏洞而對伺服器進行攻擊。把列印開放於網上，會使伺服器曝露在攻擊的陰影下。
然而，HTTP其實是現時互聯網上最飽經考驗的通信協定，作為一種傳送檔案的協定，HTTP的利用可以確保列印內容在傳輸過程中出現問題的機會不大──即或真的有問題，亦可以很容易的透過對伺服器及客戶端的源程序進行除錯，省卻了檢查中間通信過程的麻煩。
IPP的設計，最初是希望用來取代傳真的，讓用戶可以透過安裝相關的驅動程序來進行遙距列印。不過，由於擔心會讓閒雜人等透過這個服務來進行垃圾傳真式的推銷，影響營運成本，企業界在這個服務推出後的反應都一直很差。

## 參看
- CUPS
- UPnP
- Job Definition Format (JDF)
- iFax/T.37：一種透過電郵直接傳送傳真至傳真機的協定
- T.38：Fax over IP

## 外部連結
- Working Group: Internet Printing Protocol（页面存档备份，存于） (at the Printer Working Group)
- Java SE 7
- LinuxPrinting.org（页面存档备份，存于）
- Novell iPrint overview（页面存档备份，存于）
- Universal Plug and Play - Printer Device V 1.0 and Printer Basic Service V 1.0